# Jorunna liviae
Jorunna liviae — вид голозябрових молюсків родини Discodorididae. Описаний у 2023 році.

## Назва
Вид названо на честь Лівії Рене Корнеліус, доньки другого автора описання виду.

## Поширення
Вид поширений на заході Індійського океану. Типові зразки були зібрані на занурених субтропічних стислих пісковикових рифах біля міста Понта-ду-Ору на півдні Мозамбіку.

## Опис
Тіло подовжено-яйцеподібне. Спинка від блідо-сірого до рожевого кольору, вкрита дуже щільними карифіллідіями; ринофори короткі, до дев'яти пластинок, що закінчуються горбковою вершиною; шість-дев'ять двічі перистих гіллястих листків, що оточують анальний отвір. Радула з п'ятьма-сімома дуже тонкими гребінцевими крайніми зубцями, що несуть довгі волокнисті зубці, зібрані в пучки. Губна кутикула гладка. Копулятивна ость з роздвоєною верхівкою.